# Chimoio
Chimoio   este un oraș  în  vestul Mozambicului. Este reședința  provinciei  Manica.